# Урбінський диптих
Портрет Федеріго да Монтефельтро і Баттісти Сфорца — відомий парний профільний портрет періоду раннього італійського Відродження роботи П'єро делла Франческа, що зображує урбінського герцога та його дружину. Ця картина є твором, у якому знайшла своє найвище вираження естетика ренесансного профільного портрета.

## Картина
Твір є синтезом флорентійської та північноіталійської традиції портретного мистецтва середини XV століття, збагаченим творчим використанням колористичних досягнень нідерландського живопису.
Ідеально-типове поєднується тут із життєвістю та конкретністю, жанр придворного портрета здобуває яскраву гуманістичну інтерпретацію. Ці профілі моделі на тлі ландшафту (нерозривно пов'язані із зображеннями їхнього героїчного тріумфу на звороті) стали символом нової доби. «Відкриття світу і людини» тут виступає через призму ренесансного ідеалу індивідуальної особистості.
Об'єднавши зображення подружжя в диптих, художник наслідував давній звичай нідерландських портретистів, напевно знайомих італійським (традиція йде від розташування сімейних донаторських портретів на стулках вівтаря). П'єро також був знайомий зі звичаєм розписувати зворотній бік портрета, але до нього сюжети таких розписів обмежувалися орнаментально-геральдичними мотивами та емблемами. Поєднання профільного портрета з алегорією та латинським написом є прямим аналогом медальєрного мистецтва. У портреті відчувається вплив стилю профільних портретів Пізанелло, зокрема медальєрних. Так, наприклад, його медаль «Альфонсо V Арагонський», як і ці портрети, на звороті має зображення тріумфів. Пейзажне тло раніше використовували нідерландці, а слідом за ними Філіппо Ліппі, але в них він залишався лише деталлю композиції, видом через вікно. Художник синтезує медальєрний принцип двосторонньої композиції з пленерним зображенням простору (який він умів створювати у своїх фресках та вівтарних картинах), і таким чином приходить до художнього рішення, яке радикально змінює всю «медальєрну» традицію живописного профільного портрета.
У цьому диптиху пейзажне тло дуже важливе. Людина панує над природою, портретні образи повністю звільнені від релігійного духу, що є у всіх донаторських портретах П'єро, ця картина — справжній продукт світської гуманістичної культури. Портретні профілі панують над краєвидним простором. Голови височіють над лінією обрію, і таке поєднання, на перший погляд, суперечить усій природі профільного портрета, який завжди тяжів до площини. Але митець не знімає цієї суперечності, а добуває з нього нові можливості інтерпретації. Цьому багато в чому сприяє нова техніка олійного живопису, запозичена з Нідерландів. П'єро замінює декоративне кольорове тло пейзажним і таким чином завойовує «третій вимір», не вдаючись до якихось композиційних хитрощів. Поміщені в повітряне середовище портретні профілі із плаского барельєфу стають ілюзорно-округлими та уподібнюються живим. Світлотінь дозволяє моделювати об'єм. Пейзаж сповнений подробиць — дорога серед полів, стіни та вежі міста, вітрила на озері, далека гряда пологих пагорбів. Це місцевість, помітна з вікон урбінського палацу.
Наразі стулки диптиха розставлені занадто широко, спочатку вони могли відокремлюватися лише вузькою перетинкою або навіть стикатися впритул, оскільки пейзажі на обох сторонах картин, складені разом, утворюють єдину панораму. У картині втілена ідея антропоцентричної гармонії, людина панує над навколишнім простором: володар над своїми землями, а homo sapiens — над природою.
Обриси профілів узгоджені з пейзажними фонами і ритмічно і колористично — кожна лінія голови має свій ритмічний відгук у обрисах ландшафту, а кольори фігури — у барвах пейзажу.

### Зворотний бік
На зворотному боці диптиха зображені тріумфи Федеріго та Баттісти. Цей давньоримський звичай став дуже популярним у добу Ренесансу, такі театралізовані вистави відбувалися під час різноманітних свят. До програми входили різні урочисті в'їзди до міста на колісницях та багатолюдні дефіляди костюмованих людей (уособлення язичницьких богів, полководців, чесноти). Тема зображення була надзвичайно популярна — див. Тріумфи. П'єро делла Франческа зобразив Федеріко як переможного полководця в залізних латах і з жезлом у руці на колісниці, запряженій восьмериком білих коней. Позаду нього стоїть крилата Слава, яка вінчає його лавровим вінком, біля його ніг — чотири чесноти (Справедливість, Мудрість, Сила, Помірність), попереду — постать Амура. Баттіста їде в візку, запряженому парою єдинорогів (символ невинності й чистоти), вона тримає в руках молитовник, її супроводжують три християнські чесноти (Віра, Надія та Милосердя), той же сенс мають дві постаті за її спиною. Трактування цих зображень — союз чеснот, що є окрасою шляхетного чоловіка і вірної дружини, пов'язаних узами любові земної та небесної, які усвідомлюють свій вищий обов'язок перед людьми та Богом.
Повози рухаються назустріч один одному, а внизу подано довгі латинські написи, які звертаються до пам'яті нащадків:
| Славен той, хто їде з блискучим тріумфом, хто, рівний високим князям, прославляється гідно вічною славою, як такий, що тримає скіпетр чеснот. | Та, яка в щасті дотримувалася правил великого чоловіка, на вустах усіх людей, прикрашена славою подвигів. |